# Museo Agorà Orsi Coppini
Il Museo Agorà Orsi Coppini è una struttura tematica sull'arte olearia che si trova a San Secondo Parmense, il museo fa parte dell'Associazione dei Castelli del Ducato di Parma, Piacenza e Pontremoli.
La struttura è stata creata dalla famiglia Coppini, produttrice di olio extravergine di oliva dal 1946.

## La storia
Il Museo Agorà Orsi Coppini riporta alla memoria la tradizione dimenticata dell'olivo nel parmense. Anche se ad una prima analisi potrebbe apparire strano, la pratica dell'olivicoltura era infatti diffusa in Emilia e nel territorio di Parma al tempo degli Etruschi, ma fu poi abbandonata in epoca romana imperiale per l'abbondanza di olio a basso prezzo, per avere un nuovo sviluppo nel periodo medioevale quando il fabbisogno di olio sia per l'illuminazione che per scopi liturgici non poteva essere garantito dai commerci resi difficoltosi dalle problematiche sociopolitiche dell'epoca.
Nacque quindi la necessità di procurarsi l'olio localmente e il problema fu risolto coltivando l'olivo in microambienti adatti; ciò fu anche possibile per le particolarmente miti condizioni climatiche che caratterizzarono l'epoca tardo romana e il medioevo. Tuttavia, l'avvento della cosiddetta piccola era glaciale tra il 1400 e il 1800 e i conseguenti inverni estremamente rigidi che cominciarono a susseguirsi causarono il declino inarrestabile dell'olivicoltura non solo in Emilia, ma in tutto il nord Italia, a eccezione delle zone prossime ai laghi. Sino al XIX secolo non era comunque raro vedere coltivazioni di alberi di olivo in Val Taro e Val Ceno.

## Il museo
Ubicato nel podere Fieniletto, un antico casello del parmigiano reggiano restaurato che si trova alle porte di San Secondo Parmense, il museo grazie a un percorso guidato consente al visitatore di ammirare svariati macchinari di lavoro utilizzati in diverse epoche nell'arte olearia, partendo dai sistemi più antichi: i sistemi meccanici di produzione, a quelli più recenti: i sistemi idraulici. In mostra permanente sono esposti:

### Sistemi meccanici di produzione
- torchio o "strettojo” a una vite del tipo "alla genovese”;
- pressa a leva e a vite in legno;

### Sistemi idraulici di produzione
- frantoio a due macelli (pietre molari) con gramola
- dosatore
- torchio o pressa idraulica
- torchio in ferro
- torchio o pressa idraulica a quattro colonne
- pompa idraulica
- separatore centrifugo Veraci
- separatore centrifugo Camplone
- frantoio a due macelli

Nella struttura sono possibili percorsi didattici ad hoc per le scuole ed è presente una sala per conferenze, seminari, convegni attrezzata per registrazioni e videoconferenze.

## L'agorà
Nel parco di pertinenza del podere, piantumato con olivi secolari, è collocata un'agorà che può ospitare su gradoni a tre livelli sino ad un massimo di 500 persone a sedere, costituendo un teatro all'aperto utilizzato per convegni e manifestazioni.

## Curiosità
Anche se non facente parte in senso stretto del museo, ma della stessa proprietà e idealmente naturale prosecuzione del filo conduttore agroalimentare e gastronomico che ha ispirato il museo, occorre menzionare "Sinfonia dei Sapori" ricavato da un importante restauro conservativo dell'ex-macello comunale di San Secondo Parmense che è un omaggio alla spalla di San Secondo e a Giuseppe Verdi, grande estimatore di tale salume. Il complesso è visitabile per degustazioni e momenti culturali, oltre ad ospitare una mostra permanente di fotografie della Villa Verdi.